# Kattegat-forbindelsen
|  | Denne artikel beskriver en fremtidig begivenhed Denne artikel eller sektion handler om planlagt eller forventet fremtidig begivenhed. Der kan forekomme spekulativ information, og indholdet kan ændres dramatisk når begivenheden nærmer sig og mere information bliver tilgængelig. |

Kattegat-forbindelsen er en række forslag til løsninger for trafik mellem Jylland og Sjælland over Kattegat. Løsninger i form af en fast forbindelse kaldes også for en Kattegatbro.

## Færgerne
Der har i mange år været faste færgeruter mellem Jylland og Sjælland. I 1874 oprettede DFDS en rute mellem Aarhus og Kalundborg med passagerdampskibe, og 14. juli 1934 begyndte Grenaa-Hundested Færgefart mellem Djursland og Nordsjælland. Disse linjer fik i maj 1962 konkurrence af Juelsminde-Kalundborg Linien med færgerne "Julle" og "Kalle", og allerede 4 år senere i 1966 begyndte Mols-Linien, at sejle mellem Ebeltoft og Odden. Mols-Linien var oprindeligt startet som et folkeligt aktieselskab, men blev overtaget af DFDS i forbindelse med etableringen af rederiet.
Med oliekrisen i starten af 1970'erne var der dog ikke trafik nok til alle ruterne. Grenaa-Hundested Linien og Juelsminde-Kalundborg Linien, der i 1970 havde samlet sig i selskabet Jydsk Færgefart, begyndte i 1979 at samarbejde med Mols-Linien, hvilket indebar at der kun skulle sejle et skib mellem Grenaa og Hundested. Fra 1985 var der ikke længere adgang for passagerer mellem Juelsminde og Kalundborg, og i 1996 stoppede ruten mellem Grenaa og Hundested. Mols-Linien, som i mellem tiden havde været ejet af både J.Lauritzen og DIFKO, blev i 1999 integreret med DSB's rute mellem Aarhus og Kalundborg, der havde været drevet af Scandlines/Cat-Link.
De eneste nuværende faste færgeruter er således Mols-Liniens hurtigruter fra Ebeltoft og Aarhus til Odden.

## Fast forbindelse

### Infrastrukturkommissionens overvejelser
Den 29. august 2007 fremlagde infrastrukturkommissionen et notat, hvori en "en fast forbindelse via Kattegat fra Kalundborg via Samsø (evt. syd for Samsø) til Jylland ved via Gylling – Hov – Odder." blev nævnt.
Forbindelsen vil iflg. notatet kunne muliggøre pendling mellem Østjylland og Hovedstadsregionen.
Selvom notatet primært omhandlede andre løsninger på de trafikale udfordringer for Østjylland og Hovedstadsregionen, så blev det startskuddet for en offentlig debat om for eller i mod en fast Kattegat-forbindelse.
I den endelige rapport konkluderer kommissionen:
Etableringen af en fast forbindelse over Kattegat vil efter kommissionens vurdering ikke afgørende kunne bidrage til at løse de centrale trafikale udfordringer, som kommissionen har identificeret gennem sit arbejde. Kommissionen vurderer, at der er et mere påtrængende behov for andre investeringer i transportinfrastruktur.
Dette udelukker principielt ikke, at der kan være grundlag for at foretage en overordnet vurdering af perspektiverne i forskellige former for udbygning af transportforbindelserne på tværs af Kattegat.

### Tog over Kattegat
I forbindelse med Storebæltsforbindelsens 10-årsjubilæum den 1. juni 2007 udtalte DSB's administrerende direktør Søren Eriksen, at en rejsetid på mindre end en time med højhastighedstog kan blive mulig, hvis en fast forbindelse fra Aarhus til Kalundborg bliver en realitet. Transportministeriets miniundersøgelse fra august 2008 baserede sig på en forudsætning om, at eksisterende baner blev opgraderet, så der kunne køres 200 km/t, mens nye strækninger blev anlagt til en hastighed på 250 km/t. Med disse forudsætninger kunne rejsetiden mellem Aarhus og København blive 1 time og 13 minutter. Denne løsning baserede sig på, at de nuværende strækninger mellem København og Lejre og mellem Aarhus og Solbjerg blev benyttet. Fra Lejre skulle der så bygges ny strækning til Kattegatbroen i Røsnæs, og fra Solbjerg skulle der bygges en ny strækning til et punkt nord for Hov.
Den rådgivende ingeniørvirksomhed Rambøll har forslået en magnettogbane, der ville få rejsetiden mellem Aarhus og København ned på 40 minutter.

### Omkostninger ved en Kattegatbro
I Transportministeriets undersøgelse af mulighederne for en Kattegatforbindelse blev omkostningerne ved byggeriet beregnet til mellem 100 og 137 mia. kr. Dette svarer nogenlunde til den samlede pris for Storebæltsbroen, Øresundsbroen og Femernbroen. Hertil kommer årlige driftsomkostninger på mellem 1,5 og 2,5 mia. kr. Miniundersøgelsen kommer frem til at en billetprisen for en personbil på broen maksimalt må koste 450 kr., for at det ikke skal gå ud over det trafikale potentiale, men hvis broen skal kunne finansieres ville bilisterne skulle betale mellem 870 og 1.539 kr.
Under debatten i sidste halvdel af 2007 havde Rambøll lavet beregninger på en konkret løsning på en Kattegatforbindelse. De kom frem til en pris på 50-65 mia. kr.
Rambøll blev i efteråret 2008 hyret af Kattegatkomiteen, der ikke er enige i Transportministeriets undersøgelse. Komiteen er stiftet på initiativ af Region Midtjylland, Kommunekontaktrådet i Region Midtjylland og Aarhus Kommune og er sammensat af repræsentanter fra organisationer, erhvervsliv, universiteter, uddannelsesinstitutioner og politikere. I rapporten fra Rambøll kritiseres især forudsætningerne i miniundersøgelsen, og Rambøll konkluderer bl.a.
Selv ved brug af moderate forudsætninger om den fremtidige trafikvækst vil en fast Kattegatforbindelse være driftsøkonomisk rentabel.
Senest blev prisen på en bro over Kattegat beregnet til knap 118 mia. kr. i en rapport, der var bestilt af transportministeriet, hvilket var så meget at transportministeren Hans Christian Schmidt skrinlagde projektet. Trafikordførere fra andre partier ville dog ikke afskrive projektet helt.

## Flydende Kattegatbro
Rederiet Mols-Linien har foreslået en løsning, de kalder for en flydende Kattegatbro. Forslaget forudsætter en opgradering af vejnettet til Sjællands Odde og den kommende Marselistunnel i Aarhus. Dette vil skabe grundlag for en færgeafgang mellem Aarhus og Sjællands Odde hvert 20. minut. Mols-Liniens chef vurderede i marts 2008 sandsynligheden for, at dette var gennemført inden for 6 år til 80 procent. I forbindelse med at Mols-Linien undersøger mulighederne for at lade selskabet hurtigfærge benytte naturgas, fremhæves de miljømæssige fordele ved en flydende forbindelse. På strækningen mellem Aarhus og København sparer en trafikant ca. 200 kilometers kørsel, når transporten foregår med færge mellem Sjællands Odde og Aarhus frem for motorvejen over Fyn.
Løsningen har opbakning blandt politikerne i Aarhus Byråd. I oktober 2008 indgik samtlige partier med undtagelse af Enhedslisten en aftale om fremtidens infrastruktur, hvor en flydende kattegatbro indgår som en løsning indtil en fast forbindelse kan være færdig. Aftalen indebærer, at Mols-Linien skal flyttes til Østhavnen fra 2015, hvor Marselistunnelen samtidig skal være færdiggjort. Marselistunnelen skal skabe god forbindelse mellem Østhavnen og Århus Syd Motorvejen.

### Sjællands Odde eller Røsnæs/Asnæs
Som alternativ til Mols-Liniens forslag er der blevet argumenteret for i stedet at benytte en af halvøerne omkring Kalundborg som havn på Sjællandssiden. Hvis færgerne således skal sejle fra Aarhus til enten Røsnæs eller Asnæs, skal der bygges nye veje, der bliver behov for øget kapacitet. Argumenterne i debatten er derfor i høj grad om fordelene ved en opgradering af primærrute 21 eller primærrute 23, som begge følges til Holbæk, men derfra fortsætter til henholdsvis Sjællands Odde og Kalundborg. Det primære argument for at opgradere rute 23 er, at denne løsning vil gavne trafikken til og fra Kalundborg herunder havnen. Herudover argumenteres for, at en eventuel kommende Kattegatbro med større sandsynlighed skal bygges fra Røsnæs/Asnæs frem for Sjællands Odde.
Debatten var især aktuel i forbindelse med forhandlingerne frem til aftalen om trafikale investeringer, som blev fremlagt i januar 2009. Politikere fra Det Radikale Venstre havde argumenteret for Kalundborgløsningen gennem et oplæg kaldet "Det dobbelte H", mens Dansk Folkeparti kalder løsningen for en "blå motorvej over Kattegat". Den politiske aftale, der blev indgået af alle partier i Folketinget med undtagelse af Enhedslisten, blev, at de tidligere vedtagne forbedringer af rute 21 stort set blev fastholdt, mens der blev afsat penge til diverse forbedringer på rute 23. Herudover blev det anført, at aftalepartnerne "... er enige om, at perspektivet på sigt er at etablere motorvej på strækningen".
I august 2009 sagde Transportminister Lars Barfoed følgende:
Min førsteprioritet for at løse flaskehalsproblemerne i trafikken mellem Jylland og Sjælland er at fremrykke investeringerne i en motorvej fra København til Kalundborg – og så kombinere det med moderne, miljøvenlige færger, der kan sejle mellem et nyt havneanlæg vest for Kalundborg og Aarhus
Til dette sagde Mols-Liniens chef Preben Wolff:
Jeg håber, at ministerens idé er, at der skal etableres en ny havn ved Røsnæs. En direkte rute fra Kalundborg er ikke nogen god løsning, da den er 30-40 pct. længere end via Odden og samtidig betyder, at vi ikke kan sejle så hurtigt